# Desa Karangtengah (administrativ by i Indonesien, Jawa Barat, lat -7,75, long 112,92)
Desa Karangtengah är en administrativ by i Indonesien.   Den ligger i provinsen Jawa Barat, i den västra delen av landet, 700 km öster om huvudstaden Jakarta.